# 1700년
1700년은 금요일로 시작하는 평년이며, 이 해는 17세기의 마지막 해이다.

## 연호
- 청(淸) 강희(康熙) 39년
- 일본(日本) 겐로쿠(元禄) 13년
- 후 레 왕조(後黎朝) 찐호아(正和) 21년

## 기년
- 류큐(琉球) 쇼테이왕(尚貞王) 32년
- 청(淸) 성조 강희제(聖祖 康熙帝) 39년
- 조선(朝鮮) 숙종(肅宗) 26년
- 후 레 왕조(後黎朝) 희종(熙宗) 25년

## 사건
- 11월 20일 - 나르바 전투에서 스웨덴 국왕 칼 12세가 표트르 대제의 러시아군을 격파.
- 11월 23일 - 교황 클레멘스 11세, 243대 로마 교황 취임.
- 최석정이 구수략을 간행하다.

## 탄생
- 2월 8일 - 스위스의 수학자 다니엘 베르누이.
- 4월 30일 - 스웨덴의 왕족 홀슈타인-고트로프 공작 카를 프리드리히 ( 표트르 3세의 아버지 ).

## 사망
- 9월 27일 - 교황 인노첸시오 12세, 242대 로마 교황.
- 11월 1일 - 스페인의 왕 카를로스 2세.

## 기타
- 닥터후 시즌 6 9화 - 에이미 폰드가 1700년을 '가장 좋아하는 해'라고 함.